# Michelbach (Marburg)

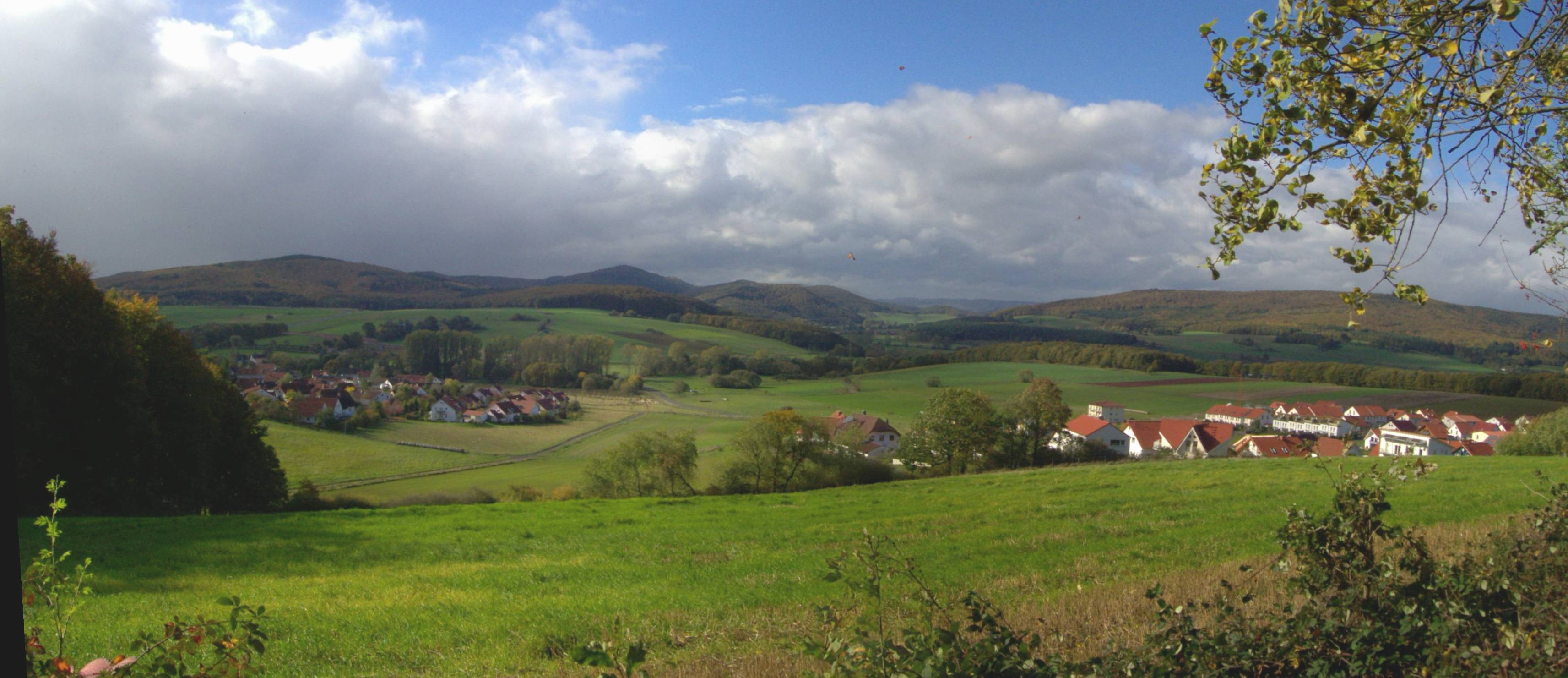
Blick vom Fuße des 338 m hohen Wehrholzes (Marburger Rücken) bei Michelbach auf die östlichen Damshäuser Kuppen (von links:) Hungert (411,5 m), Rimberg (497,1 m), Feiselberg (zweigipfelig, 413 m) und Roßberg (ca. 445 m, teils vom Feiselberg verdeckt). Mittig im Hintergrund die Gipfel des Breidenbacher Grundes mit Nimerich (533 m), Schwarzenberg (561 m) und Heppenberg (577 m). Der breite, 474 m hohe Wollenberg (rechts) ist der östlichste Ausläufer der Sackpfeifen-Vorhöhen, in die die beiden erwähnten Gebirgszüge nach Norden, jenseits der Lahn, übergehen. Links das „alte“ Neubaugebiet vor dem alten Michelbacher Ortskern, rechts im Vordergrund das Neubaugebiet Michelbach-Nord.

Michelbach ist ein Stadtteil der Universitätsstadt Marburg im mittelhessischen Landkreis Marburg-Biedenkopf. Es liegt etwa 5,5 km (Luftlinie) nordwestlich der Kernstadt.

## Geschichte

### Ortsgeschichte
Die älteste bekannte schriftliche Erwähnung von Michelbach erfolgte unter dem Namen Michelbergere im Codex Eberhardi der Reichsabtei Fulda und wird in die Zeit 802–817 datiert.
Vor allem dank der Ausweitung des Siedlungsgebietes nach Osten und später nach Nordosten und Süden hat sich die Einwohnerzahl des Ortes seit den 1960er Jahren stark vergrößert. Mit dem Neubaugebiet Michelbach-Nord ist in den Jahren ab 2004 ein komplett neuer Ortsteil entstanden. Im Neubaugebiet wird momentan der vierte Bauabschnitt bebaut und stellt damit den Siedlungsschwerpunkt der Universitätsstadt für die westlichen Stadtteile dar, weil Marburgs größtes Gewerbegebiet am Görzhäuser Hof angesiedelt ist.
Am 18. Oktober 2011 erlangte Michelbach bundesweite Aufmerksamkeit, als ein vermummtes Spezialkommando der Polizei das Haus zweier Einwohner stürmte, die mehr als 20 Jahre als russische Spione tätig gewesen waren.
Michelbach feierte vom 14. bis 18. Juni 2017 mit einer „Festwoche“ das 1200-jährige Dorfjubiläum. Am 30. April und 26. August 2017 fanden aus diesem Anlass zwei Grenzgänge statt.
Hessische Gebietsreform (1970–1977)
Am 31. Dezember 1971 wurde der bis dahin selbständige Gemeinde im Zuge der Gebietsreform in Hessen in die Gemeinde Marbach eingemeindet. Diese kam am 1. Juli 1974 kraft Landesgesetz zur Stadt Marburg. Dadurch wurden Marbach und dessen Ortsteile Stadtteile von Marburg. Für diese Stadtteile wurde je ein Ortsbezirk eingerichtet.

### Verwaltungsgeschichte im Überblick
Die folgende Liste zeigt die Staaten und Verwaltungseinheiten, denen Michelbach angehört(e):
- vor 1567: Heiliges Römisches Reich, Landgrafschaft Hessen, Gericht Kaldern (Gericht Kalden bestand aus den Orten: Kaldern, Kernbach, Dagobertshauſen, Michelbach, Brüngershausen und Wehrshausen, sowie die Hälfte von Dilschhausen)[10]
- ab 1567: Heiliges Römisches Reich, Landgrafschaft Hessen-Marburg, Amt Marburg, je zur 1⁄2 Gericht Kaldern und Oberweimar[11]
- 1604–1648: Heiliges Römisches Reich, strittig zwischen Landgrafschaft Hessen-Darmstadt und Landgrafschaft Hessen-Kassel (Hessenkrieg), Amt Marburg, je zur 1⁄2 Gericht Kaldern und Oberweimar
- ab 1648: Heiliges Römisches Reich, Landgrafschaft Hessen-Kassel, Amt Marburg, je zur 1⁄2 Gericht Kaldern und Oberweimar
- 1787: Heiliges Römisches Reich, Landgrafschaft Hessen-Kassel, Gericht Caldern[12]
- ab 1806: Landgrafschaft Hessen-Kassel, Amt Kaldern und Reitzberg
- 1807–1813: Königreich Westphalen,[Anm. 2] Departement der Werra, Distrikt Marburg, Kanton Kaldern
- ab 1815: Kurfürstentum Hessen,[Anm. 3] Amt Kaldern und Reitzberg[13]
- ab 1821: Kurfürstentum Hessen, Provinz Oberhessen, Kreis Marburg[14][Anm. 4]
- ab 1848: Kurfürstentum Hessen, Bezirk Marburg
- ab 1851: Kurfürstentum Hessen, Provinz Oberhessen, Kreis Marburg
- ab 1867: Königreich Preußen,[Anm. 5] Provinz Hessen-Nassau, Regierungsbezirk Kassel, Kreis Marburg
- ab 1871: Deutsches Reich, Königreich Preußen, Provinz Hessen-Nassau, Regierungsbezirk Kassel, Kreis Marburg
- ab 1918: Deutsches Reich, Freistaat Preußen, Provinz Hessen-Nassau, Regierungsbezirk Kreis, Landkreis Marburg
- ab 1944: Deutsches Reich, Freistaat Preußen, Provinz Kurhessen, Landkreis Marburg
- ab 1945: Deutsches Reich, Amerikanische Besatzungszone,[Anm. 6] Groß-Hessen, Regierungsbezirk Kassel, Landkreis Marburg
- ab 1946: Deutsches Reich, Amerikanische Besatzungszone, Hessen, Regierungsbezirk Kassel, Landkreis Marburg
- ab 1949: Bundesrepublik Deutschland, Hessen, Regierungsbezirk Kassel, Landkreis Marburg
- ab 1972: Bundesrepublik Deutschland, Hessen, Regierungsbezirk Kassel, Landkreis Marburg, Gemeinde Marbach
- ab 1974: Bundesrepublik Deutschland, Hessen, Regierungsbezirk Kassel, Landkreis Marburg-Biedenkopf, Stadt Marburg
- ab 1981: Bundesrepublik Deutschland, Hessen, Regierungsbezirk Gießen, Landkreis Marburg-Biedenkopf, Stadt Marburg

### Gerichte seit 1821
Mit Edikt vom 29. Juni 1821 wurden in Kurhessen Verwaltung und Justiz getrennt. Der Kreis Marburg wurde für die Verwaltung eingerichtet und das Landgericht Marburg war als Gericht in erster Instanz für Michelbach zuständig. 1850 wurde das Landgericht in Justizamt Marburg umbenannt. Nach der Annexion Kurhessens durch Preußen 1866 erfolgte am 1. September 1867 die Umbenennung des bisherigen Justizamtes in Amtsgericht Marburg. Auch mit dem Inkrafttreten des Gerichtsverfassungsgesetzes von 1879 blieb das Amtsgericht unter seinem Namen bestehen.

## Bevölkerung

### Einwohnerstruktur 2011
Nach den Erhebungen des Zensus 2011 lebten am Stichtag dem 9. Mai 2011 in Michelbach 1887 Einwohner. Darunter waren 66 (3,5 %) Ausländer.
Nach dem Lebensalter waren 456 Einwohner unter 18 Jahren, 801 zwischen 18 und 49, 363 zwischen 50 und 64 und 270 Einwohner waren älter. Die Einwohner lebten in 726 Haushalten. Davon waren 162 Singlehaushalte, 177 Paare ohne Kinder und 294 Paare mit Kindern, sowie 72 Alleinerziehende und 21 Wohngemeinschaften. In 108 Haushalten lebten ausschließlich Senioren/-innen und in 531 Haushaltungen leben keine Senioren/-innen.

### Einwohnerentwicklung
| Quelle: Historisches Ortslexikon | |
| • 1577:                          | 26 hausgesessene Mannschaften                                                                            |
| • 1630:                          | 33 hausgesessene Mannschaften (2 vierspännige, 2 dreispännige, 5 zweispännige Ackerleute, 8 Einläuftige) |
| • 1681:                          | 24 hausgesessene Mannschaften                                                                            |
| • 1838:                          | 370 Einwohner (Familien: 28 nutzungsberechtigte, 10 nicht nutzungsberechtigte Ortsbürger, 12 Beisassen)  |

| Michelbach: Einwohnerzahlen von 1767 bis 2019 | Michelbach: Einwohnerzahlen von 1767 bis 2019 | Michelbach: Einwohnerzahlen von 1767 bis 2019 | Michelbach: Einwohnerzahlen von 1767 bis 2019 | Michelbach: Einwohnerzahlen von 1767 bis 2019 |
| --- | --------------------------------------------- | --------------------------------------------- | --------------------------------------------- | --------------------------------------------- |
| Jahr |                                               |                                               |                                               | Einwohner                                     |
| 1767 | 1767                                          |                                               | 204                                           | 204                                           |
| 1800 | 1800                                          |                                               | ?                                             | ?                                             |
| 1834 | 1834                                          |                                               | 348                                           | 348                                           |
| 1840 | 1840                                          |                                               | 349                                           | 349                                           |
| 1846 | 1846                                          |                                               | 378                                           | 378                                           |
| 1852 | 1852                                          |                                               | 414                                           | 414                                           |
| 1858 | 1858                                          |                                               | 406                                           | 406                                           |
| 1864 | 1864                                          |                                               | 398                                           | 398                                           |
| 1871 | 1871                                          |                                               | 381                                           | 381                                           |
| 1875 | 1875                                          |                                               | 386                                           | 386                                           |
| 1885 | 1885                                          |                                               | 408                                           | 408                                           |
| 1895 | 1895                                          |                                               | 378                                           | 378                                           |
| 1905 | 1905                                          |                                               | 418                                           | 418                                           |
| 1910 | 1910                                          |                                               | 414                                           | 414                                           |
| 1925 | 1925                                          |                                               | 453                                           | 453                                           |
| 1939 | 1939                                          |                                               | 495                                           | 495                                           |
| 1946 | 1946                                          |                                               | 697                                           | 697                                           |
| 1950 | 1950                                          |                                               | 683                                           | 683                                           |
| 1956 | 1956                                          |                                               | 640                                           | 640                                           |
| 1961 | 1961                                          |                                               | 672                                           | 672                                           |
| 1967 | 1967                                          |                                               | 784                                           | 784                                           |
| 1977 | 1977                                          |                                               | ?                                             | ?                                             |
| 1987 | 1987                                          |                                               | 1.254                                         | 1.254                                         |
| 1991 | 1991                                          |                                               | 1.483                                         | 1.483                                         |
| 1995 | 1995                                          |                                               | 1.619                                         | 1.619                                         |
| 2000 | 2000                                          |                                               | 1.771                                         | 1.771                                         |
| 2005 | 2005                                          |                                               | 1.945                                         | 1.945                                         |
| 2010 | 2010                                          |                                               | 2.067                                         | 2.067                                         |
| 2011 | 2011                                          |                                               | 1.887                                         | 1.887                                         |
| 2015 | 2015                                          |                                               | 1.958                                         | 1.958                                         |
| 2019 | 2019                                          |                                               | 2.046                                         | 2.046                                         |
| Datenquelle: Historisches Gemeindeverzeichnis für Hessen: Die Bevölkerung der Gemeinden 1834 bis 1967. Wiesbaden: Hessisches Statistisches Landesamt, 1968. Weitere Quellen: LAGIS; Stadt Marburg:1987–1998, 1999–2003, 2005–2010,2011–2015, 2019:; Zensus 2011 |                                               |                                               |                                               |                                               |

### Historische Religionszugehörigkeit
| Quelle: Historisches Ortslexikon |                                                                               |
| • 1861:                          | 409 evangelisch-lutherische, 11 evangelisch-reformierte Einwohner             |
| • 1885:                          | 405 evangelische (= 99,26 %), kein katholischer, 3 andere Christen (= 0,74 %) |
| • 1961:                          | 609 evangelische (= 90,62 %), 55 römisch-katholische (= 8,18 %) Einwohner     |
| • 1987:                          | 886 evangelische (= 70,7 %), 207 katholische (= 16,5 %) Einwohner             |

### Erwerbstätigkeit
| Quelle: Historisches Ortslexikon | |
| • 1776:                          | Erwerbspersonen: ein Müller, ein Wirt, ein Schmied, ein Wagner, zwei Steinhauer, drei Leineweber, ein Schneider, 9 Tagelöhner.        |
| • 1838:                          | Familien: 29 Ackerbau, 4 Gewerbe, 17 Tagelöhner.                                                                                      |
| • 1961:                          | Erwerbspersonen: 140 Land- und Forstwirtschaft, 140 Produzierendes Gewerbe, 46 Handel und Verkehr, 36 Dienstleistungen und Sonstiges. |

## Politik

### Ortsbeirat
- Grüne: 3
- SPD: 3
- UML: 1
- CDU: 2

- UML = Unabhängige Michelbacher Liste

Für den Stadtteil Michelbach besteht ein Ortsbezirk mit Ortsbeirat und Ortsvorsteher nach der Hessischen Gemeindeordnung. Er umfasst das Gebiet der ehemaligen Gemeinde Michelbach. Für die Sitzverteilung siehe die nebenstehende Grafik. Der Ortsbeirat wählte Peter Aab (SPD) zum Ortsvorsteher.
Der Ortsbeirat Michelbach trifft sich einmal im Monat (in der Regel der erste Dienstag im Monat) im Clubraum des Bürgerhauses zu den öffentlichen Sitzungen.

## Kultur und Sehenswürdigkeiten

### Bauwerke

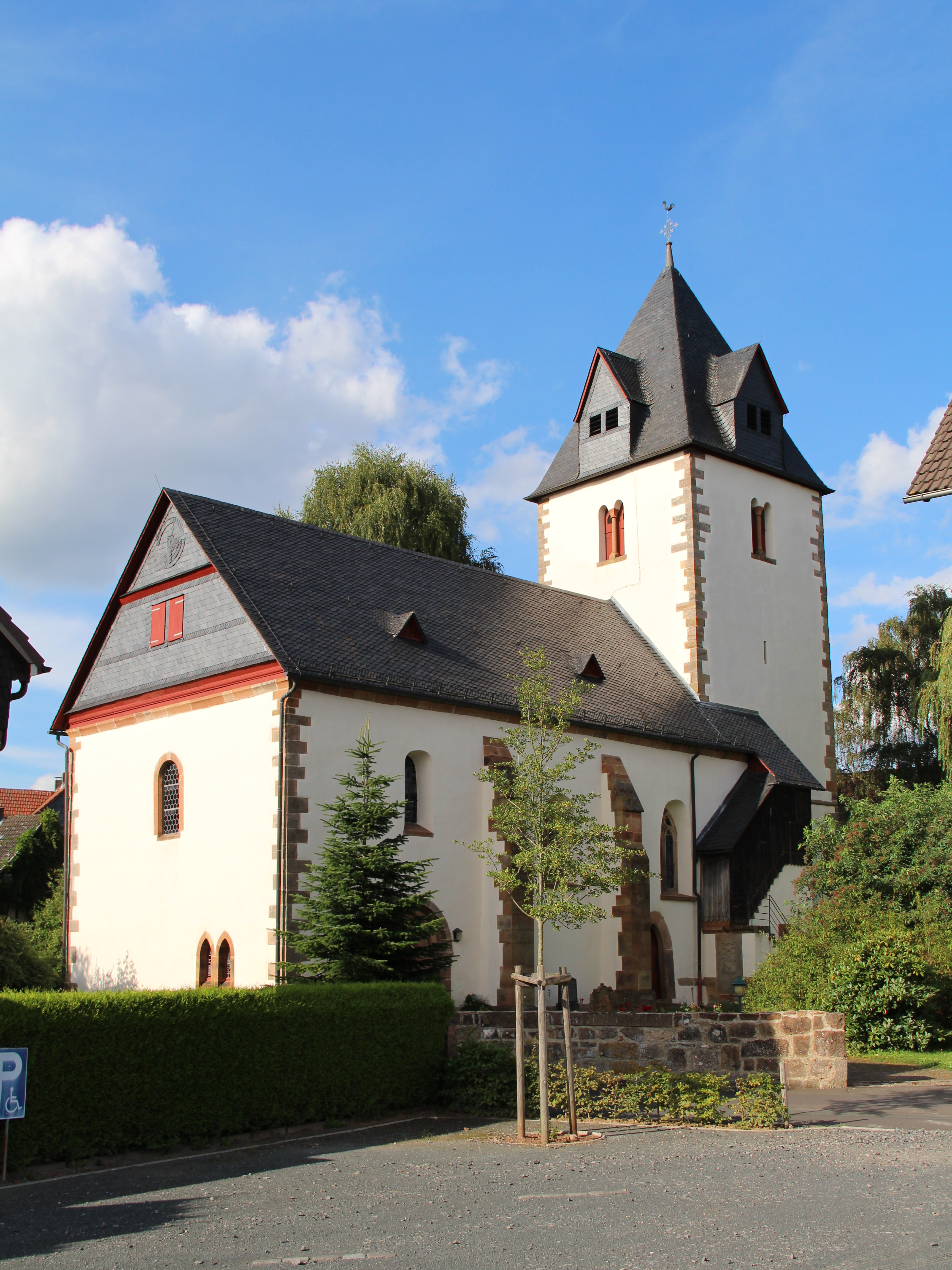
Martinskirche

Wichtigste Sehenswürdigkeit Michelbachs ist die um 1200 erbaute Martinskirche. Sehenswert sind zudem die alten Fachwerkhäuser im historischen Ortskern und die 1997 angelegte Hessenwiese. Sie ist mit seltenen, vom Aussterben bedrohten, lokalen hessischen Obstbäumen bepflanzt, die den Umriss des Landes Hessen als symbolisches Muster darstellen.

### Vereine
Ein sportliches Angebot in Michelbach bieten der aus einer Fußball- und einer Fitness-Abteilung bestehende TSV Michelbach sowie der örtliche Tennisverein. Zudem gibt es in Michelbach verschiedene Kulturvereine und einen Verein, der sich für notleidende und hilfsbedürftige Menschen in Entwicklungs- und Schwellenländern engagiert: (Terra Tech).
Die Freiwillige Feuerwehr Michelbach nimmt als einzige Marburger Feuerwehr bei den Kreisleistungswettkämpfen teil und ist dort relativ erfolgreich. Anfang des Jahres 2011 wurde die Kinderfeuerwehr „Feuerdrachen“ gegründet.
Weiterhin gibt es noch folgende weitere Vereine: MännerGesangverein MGV; Singkreis der Frauen; Karnevalsverein KFM Karnevalsfreunde Michelbach, [Christlicher Verein Junger Menschen|CVJM]; Förderverein der Grundschule Michelbach; Förderverein beider Michelbacher Kitas; Verein der Michelbacher Zeitung, verschiedene parteiliche Ortsvereine sowie die Burschen- und Mädchenschaft Michelbach.

### Regelmäßige Veranstaltungen
In Michelbach finden jährlich verschiedene öffentliche Veranstaltungen statt. So sind neben dem jährlichen Frühjahrsputz in der Gemarkung Michelbach, das traditionelle Eierbacken (am Dienstag nach Pfingsten bei der Feuerwehr Michelbach), die Theaterabende und Faschingsfeiern zu nennen. Auch in der Kulturscheune finden regelmäßig Veranstaltungen statt. Zu erwähnen ist weiterhin die jährliche Maifeier der Burschen- und Mädchenschaft auf dem Festplatz Am Wall, zu der in den letzten Jahren immer mehrere hundert Einwohner kamen. Ebenso der „Rock im Hof“ und die „Beachparty“ auf dem Lindenplatz, beides jährliche Veranstaltungen im Sommer. Auch der Martinsmarkt im November auf dem Michelbacher Kirchplatz ist seit einigen Jahren fester Termin im Dorfkalender. Ebenso der sortierte Frühjahrs- und Herbstbasar im Bürgerhaus, organisiert durch den Förderverein der Kindergärten Michelbach.

### Filmdrehort
Michelbach war Drehort der Außenaufnahmen für den 1956 erschienenen Heimatfilm Mein Bruder Josua mit dem amerikanischen Sänger und Schauspieler Kenneth Spencer in der Rolle des US-Soldaten Josua Washington Stone.

## Wirtschaft und Infrastruktur

### Verkehr
Michelbach ist als Marburger Stadtteil mit der Stadtbuslinie 14 (Hauptbahnhof–Michelbach–Sterzhausen) stündlich, teilweise halbstündlich, erreichbar.
Außerdem verkehrt die Buslinie 15 als Schulbus.
Ein Bahnhof liegt zwei Kilometer weit entfernt im Nachbarort Sterzhausen (zu Lahntal).

### Kommunikationsnetze
Michelbach ist versorgt mit den Netzen der Deutschen Telekom (D1), Vodafone (D2) und Telefonica O2 (O2).
Seit 2015 ist ganz Michelbach über hochmoderne Glasfaseranschlüsse bis ins Haus (FTTH = Fiber To The Home) der Stadtwerke Marburg versorgt. Momentan sind bis zu 200 MBit/s möglich.
Seit 2012 liegt Michelbach im LTE-Versorgungsgebiet der Anbieter Deutsche Telekom (bis zu 100 MBit) und Vodafone (bis zu 50 MBit).

### Grundversorgung
In Michelbach befinden sich ein Hotel, ein Dorfladen mit Post (tegut-Lädchen für alles), ein Friseur, eine Schusterei, eine Fahrschule, ein Zahnarzt und eine Arztpraxis. Des Weiteren sind noch andere Unternehmen und Dienstleister sowie Heilpraktiker angesiedelt.
In dem Ort gibt es ferner eine Grundschule und zwei Kindergärten.

### Sport und Freizeit
Mit einem Kunst- und einem Naturrasenplatz, einem 3-Felder-Tennisplatz, drei Spielplätzen, einem Bolzplatz, einem Beachvolleyballplatz und einem Jugendclub sind sinnvolle Freizeitbeschäftigungen vorhanden.